# Даглан
Даглан (фр. Daglan) насеље је и општина у југозападној Француској у региону Аквитанија, у департману Дордоња која припада префектури Сарла ла Канеда.
По подацима из 2011. године у општини је живело 557 становника, а густина насељености је износила 27,91 становника/km². Општина се простире на површини од 19,96 km². Налази се на средњој надморској висини од 100 метара (максималној 282 m, а минималној 83 m).

## Демографија
| 1962. | 1968. | 1975. | 1982. | 1990. | 1999. | 2011. |
| ----- | ----- | ----- | ----- | ----- | ----- | ----- |
| 591   | 611   | 627   | 608   | 477   | 535   | 557   |

График промене броја становника у току последњих година